# 알렉산드르 한존코프
알렉산드르 알렉세예비치 한존코프 (러시아어: Александр Алексеевич Ханжонков, IPA: [ɐlʲɪˈksandr ɐlʲɪˈksʲejɪvʲɪtɕ xənˈʐonkəf]; 1877년 8 August(율리우스력 27 July) — 1945년 9월 26일)는 선구적인 러시아 영화 기업가, 영화 감독, 시나리오 작가였다. 그는 러시아 최초의 장편 영화인 세바스토폴 방어전을 제작한 것으로 알려져 있으며, 브와디스와프 스타레비치의 획기적인 스톱 모션 애니메이션도 제작했다. 그의 경력 대부분은 러시아 제국에서였다. 1923년부터 1926년까지 그는 소련에서 일했으며, 그의 경력은 재정 스캔들로 끝났지만, 그의 과거 업적으로 인해 국가로부터 개인 연금과 아파트를 받았다.

## 초년
한존코프는 돈보이스코주의 한존코프카(오늘날 도네츠크주의 마키이우카)라는 작은 마을에서 돈 카자크의 귀족 가문에서 태어났다. 그의 아버지 알렉세이 페트로비치 한존코프는 파산한 지주였다. 그의 어머니 파라스케바 세르게예브나 한존코바(결혼 전 성 드미트리에바)는 모스크바에서 싱어 상점을 소유했던 대령 가문 출신이었다. 귀족 칭호는 알렉산드르의 증조부인 바실리 한존코프에게 처음 부여되었다.
그는 노보체르카스크 카자크 학교에서 공부했으며 1886년 졸업 후 모스크바 병영에 복무하기 위해 파견되었다. 그는 러일 전쟁에 참전하여 건강이 나빠졌다. 1905년, 건강 문제로 인해 군사 훈련에서 퇴역한 한존코프는 뤼미에르 형제의 기차의 도착 상영을 관람했다.

## 경력
1906년 한존코프는 러시아 최초의 영화사 A. 한존코프 앤드 컴퍼니를 설립했는데, 주요 재정 후원자는 영향력 있는 은행가이자 러시아 국가평의회의 일원인 이반 오제로프였다. 초기 제작물은 멜리에스의 방식대로 무대에서 촬영되었고 알렉산드르 드란코프의 작품에 가려졌다. 노골적인 상업주의로 유명한 드란코프는 1917년 혁명까지 경쟁자로 남았다.
한존코프의 영화사가 광범위한 찬사를 받기 시작한 것은 세바스토폴 방어전이 개봉된 1911년이 되어서였다. 최초의 장편 러시아 장편 영화 중 하나였던 이 영화는 기술적인 면에서도 주목할 만했다. 1912년 말까지 한존코프는 모스크바에 영구 스튜디오를 설립했으며, 이후 몇 년 동안 100편이 넘는 영화를 제작했다. 이 시기 한존코프의 작품 대부분은 "러시아 대중에게 거의 알려지지 않았으며" 종종 귀족적 감성을 겨냥하거나 19세기 러시아의 위대한 소설을 각색했다. 그럼에도 불구하고, 한존코프는 러시아 영화 제작의 많은 표준을 만드는 데 기여했다. 러시아 영화 산업에서 인공 조명을 처음 사용한 것으로 확인된 것은 한존코프의 다큐멘터리 작품에서였다.
러시아 혁명 동안 한존코프는 러시아를 떠나 콘스탄티노폴리스와 빈으로 도피했으며, 이전 왕실과의 관계에도 불구하고 1923년 소련으로 초청받아 돌아와 새로운 소련 스튜디오 프롤렛키노의 감독으로 임명되었고, 나중에는 고스키노의 제작 컨설턴트로 일했다. 소련에서의 그의 경력은 1926년에 끝났다. 그는 프롤렛키노를 강타한 부패 스캔들로 인해 사임할 수밖에 없었고, 다시는 영화계에서 일하지 않았다. 한존코프는 남은 생애를 얄타에서 국가로부터 개인 연금을 받으며 보냈다. 그는 1941년부터 1944년까지 크림반도의 나치 점령에서 살아남았으며, 1945년 9월 26일 오랜 병고 끝에 얄타에서 사망했다.

## 유산
- 알렉산드르 한존코프 기념비

## 서지
- 알렉산드르 한존코프 (1937). 러시아 영화의 초기. 회고록. — 모스크바/레닌그라드: Iskusstvo // 모스크바: Karamzin, 254 페이지 ISBN 978-5-00071-404-1
- M. 쿠즈네초바. 알렉산드르 한존코프: 프레임 뒤의 삶 프로파일 매거진 № 29, 1997년 기사 ISSN 1726-0639
- 라시트 양기로프. A. A. 한존코프의 전기 보충: 새로운 각도 영화 역사가의 기록 매거진 № 55, 2011년 기사 ISSN 0235-8212
- 테티아나 압다슈코바. 할리우드에 진출한 우크라이나 카자크 더 데이 신문 № 43, 2012년 8월 9일 기사

## 같이 보기
- 베라 홀로드나야
- 오시프 루니치
- 비톨드 폴론스키